# ATP de Quito
O WTA de Quito – ou Ecuador Open, na última edição – foi um torneio de tênis profissional masculino, de nível ATP World Tour 250.
Realizado em Quito, capital do Equador, estreou em 1979, foi até 1982, e voltou em 2015, durando cinco edições neste período. Os jogos eram disputados em quadras de saibro durante o mês de fevereiro.
Depois de 2018, foi substituído pelo ATP de Córdoba.

## Finais

### Simples
| Ano                                     | Campeão                 | Vice-campeão         | Resultado       |
| --------------------------------------- | ----------------------- | -------------------- | --------------- |
| 2018                                    | Roberto Carballés Baena | Albert Ramos Viñolas | 6–3, 4–6, 6–4   |
| 2017                                    | Víctor Estrella Burgos  | Paolo Lorenzi        | 26–7, 7–5, 7–66 |
| 2016                                    | Víctor Estrella Burgos  | Thomaz Bellucci      | 4–6, 7–65, 6–2  |
| 2015                                    | Víctor Estrella Burgos  | Feliciano López      | 6–2, 56–7, 7–65 |
| Torneio não realizado entre 2014 e 1983 |                         |                      |                 |
| 1982                                    | Andrés Gómez            | Loïc Courteau        | 6–3, 6–4        |
| 1981                                    | Eddie Dibbs             | David Carter         | 3–6, 6–0, 7–5   |
| 1980                                    | José Luis Clerc         | Victor Pecci         | 6–4, 1–6, 10–8  |
| 1979                                    | Victor Pecci            | José Higueras        | 2–6, 6–4, 6–2   |

### Duplas
| Ano                                     | Campeões                              | Vice-campeões                     | Resultado     |
| --------------------------------------- | ------------------------------------- | --------------------------------- | ------------- |
| 2018                                    | Nicolás Jarry Hans Podlipnik-Castillo | Austin Krajicek Jackson Withrow   | 7–66, 6–3     |
| 2017                                    | James Cerretani Philipp Oswald        | Julio Peralta Horacio Zeballos    | 6–3, 2–1, ab. |
| 2016                                    | Pablo Carreño Busta Guillermo Durán   | Thomaz Bellucci Marcelo Demoliner | 7–5, 6–4      |
| 2015                                    | Gero Kretschmer Alexander Satschko    | Victor Estrella Burgos João Souza | 7–5, 7–63     |
| Torneio não realizado entre 2014 e 1983 |                                       |                                   |               |
| 1982                                    | Jaime Fillol Pedro Rebolledo          | Egan Adams Rocky Royer            | 6–2, 6–3      |
| 1981                                    | Hans Gildemeister Andrés Gómez        | David Carter Ricardo Ycaza        | 7–5, 6–3      |
| 1980                                    | Hans Gildemeister Andrés Gómez        | José Luis Clerc Belus Prajoux     | 6–3, 1–6, 6–4 |
| 1979                                    | Alvaro Fillol Jaime Fillol            | Iván Molina Jairo Velasco Sr.     | 6–7, 6–3, 6–1 |